# Ваш сын и брат
«Ваш сын и брат» — художественный фильм. Режиссёр Василий Шукшин снял фильм по своим рассказам «Стёпка», «Змеиный яд» и «Игнаха приехал» из цикла «Сельские жители».

## Сюжет
Фильм начинается с пейзажных и бытовых зарисовок алтайского села на берегах Катуни.
В семье Ермолая Воеводина четверо сыновей и младшая дочь Вера, она немая. Два сына (цирковой борец Игнат и строитель Максим) уехали в Москву, средний сын Степан попал в тюрьму из-за участия в драке, в деревне остались только сын-плотник Василий и дочь-доярка Вера.
Сюжет первой части (новеллы) фильма — побег Степана (Стёпки) из заключения за три месяца до окончания срока из-за того, что «деревня снилась». В доме Воеводиных по поводу его мнимого освобождения накрывают стол и приглашают гостей. Степан во главе стола, он счастлив. Идёт гулянка, за столом поют песни, затем начинается пляска. Но вскоре приходит милиционер, и Степан уходит вместе с ним. Милиционер недоумевает, зачем Степан сбежал в конце срока, ведь за побег могут добавить срок ещё на два года. Степан объясняет, что каждую ночь снится деревня. Милиционер составляет протокол в сельсовете. В сельсовет входит Вера. Узнав о причине ухода Степана, она в отчаянии. Вера бросается к брату, но тот просит милиционера вытолкнуть её из здания. Степану больно видеть, что он причинил страдания сестре.
Во второй части сын Максим ищет для матери змеиный яд. Он живёт в Москве в общежитии. Максим получает письмо из деревни, где отец сообщает об истории со Стёпкой и о том, что мать после этого заболела. Мать жалуется на радикулит и просит купить змеиный яд для лечения. Максим прилежно обходит московские аптеки, но нигде его не находит. Не найдя лекарства, Максим идёт в кабинет заведующего аптекой. Заведующий говорит, что не может помочь ему. Максим не сдерживается и говорит, что это для больной матери, добавляя сквозь зубы: «Я вас всех ненавижу, гадов!»; тем не менее заведующий решил помочь Максиму.
В третьей части Максим провожает брата Игната, который получил отпуск и вместе с женой едет в родную деревню. Родители, брат Василий и сестра Вера очень рады приезду. Игнат распахивает чемодан с подарками, передаёт матери купленное лекарство. Вера со счастливой улыбкой идёт по деревне в подаренном ей платье. Игнат беседует с отцом и братом-плотником. Отец винит Игната в хвастовстве, говорит, что в городе тот «валяет дурака», призывает использовать свою силу на своей родине. Игнат не понимает его, он не хочет жить в деревне. В конце третьей части Василий читает друзьям-плотникам письмо от Степана с подписью «Ваш сын и брат Степан», из которого следует, что срок его заключения, возможно, закончится к осени. В конце фильма показана красота реки Катунь.

## В ролях
- Всеволод Санаев — Ермолай Воеводин, отец
- Анастасия Филиппова — мать
- Алексей Ванин — Игнат
- Леонид Куравлёв — Степан
- Виктор Шахов — Василий
- Леонид Реутов — Максим
- Марта Грахова — Вера
- Светлана Жгун — Нюрка, соседка Воеводиных
- Вадим Захарченко — врач в поликлинике
- Николай Граббе — Николай Иванович, участковый милиционер
- Александра Дорохина — Саша («Шурупчик»), жена Игната
- Олеся Иванова — Клавдия, соседка Воеводиных
- Леонид Князев — Иван Егоров, муж Клавдии
- Светлана Харитонова — аптекарь
- Яков Ленц — пожилой аптекарь (нет в титрах)
- Зоя Василькова — аптекарь (нет в титрах)
- Клавдия Козлёнкова — медсестра в поликлинике (нет в титрах)
- Владимир Смирнов — сосед Воеводиных (нет в титрах)

## Съёмочная группа
- Автор сценария и режиссёр-постановщик: Василий Шукшин
- Оператор: Валерий Гинзбург
- Композитор: Павел Чекалов
- Художник: Игорь Бахметьев

## Премии и номинации
- 1967 — Государственная премия РСФСР им. братьев Васильевых (Валерий Гинзбург, Всеволод Санаев, Василий Шукшин)

## Критика
Фильм вызвал противоречивые отзывы.
Критики Л. Крячко и В. Орлов предъявляли претензии к этической позиции писателя и режиссёра. Орлов увидел в творчестве автора апологию «дикой, злой „самобытности“». На обсуждении в Союзе кинематографистов в апреле 1966 года были упрёки в «сгущении красок» при показе им города.
На страницах журнала «Искусство кино» (1966, № 7) критик Лев Аннинский положительно оценил фильм и защищал его от критиков. В том же номере опубликованы полемические заметки Николая Кладо с вопросами ко Льву Аннинскому и претензиями к Шукшину. В ежегоднике «Экран 1966—1967» были опубликованы противоречивые мнения указанных критиков (в левой и правой частях страниц 98—104).
Лев Аннинский поддерживал фильм: «Кинематограф сделал для нас явным психологическое и стилистическое открытие Шукшина, имеющее отношение к нашему всеобщему психологическому состоянию. Открытие — это душевность, сохраняющая себя ценой придуривания». Аннинский утверждал: «Шукшин берёт слово в самой серьёзной дискуссии нашего времени: о цели и смысле человеческого бытия. И имеет в этой дискуссии твёрдую, я бы сказал, программную позицию». «„В непреднамеренности“ шукшинских бытовых прелюдий, — продолжал критик, — заложено не только мастерство кинематографиста. В них заложена концепция художника, которая требует, чтобы это самое профессиональное мастерство не было видно». С другой стороны, Н. Кладо считал, что Шукшин «призывает умиляться деревней». Он писал: «Мир деревни, изображённый в этом фильме, для меня страшен. Ведь самое светлое в деревне — Вера. Но она немая. Она ничего не может сказать людям. Её не хотят выслушать».
«В споре о фильме „Ваш сын и брат“ впервые отчётливо прозвучало обвинение, которое будет преследовать Шукшина не один год, — обвинение в пристрастии к деревенской патриархальности и в отрицательном отношении к городу и горожанам», — писала Л. Белова. Лев Аннинский так описывал споры вокруг фильма: «Выходит фильм Шукшина „Ваш сын и брат“; рассказ о приезде Игнахи Байкалова к тяте в село и о страданиях его брата Максима в городе приобретает на экране рельефность вызова; вызов критикой принят: на два года имя Шукшина влетает в обойму „деревенщиков“; обоймой пользуются стрелки самых разных литературных направлений: одни обрушиваются на Шукшина за идеализацию села в противовес городу, другие хвалят Шукшина за это же самое: за то, что он нашёл в селе „человека“ в полном и целостном значении слова».
Михаил Блейман назвал фильм хорошим, похвалил работу оператора и «ансамбль достоверно играющих актёров», особо выделив В. Санаева и Л. Куравлёва, «играющих поистине превосходно». В то же время он увидел в фильме «упрощение замысла писателя В. Шукшина режиссёром В. Шукшиным», просчёты режиссуры, её недостаточную профессиональность. Напротив, кинокритик Константин Рудницкий считал, что «вторая лента Шукшина тщательно настроена Шукшиным по камертону его собственной прозы». «М. Блейман упрекал Шукшина, — писал критик, — в том, что он-де сглаживает, опресняет свои новеллы, когда переносит их на экран, что в чтении новеллы звучат каждая по отдельности — более сильно и резко, нежели в фильме». Сам Рудницкий писал о «готовности Шукшина пренебречь целым во имя частного, заставить некоторые частные подробности говорить громко — громче, ещё громче! — жертвуя иной раз динамикой во имя статики, ему необходимой».
Критик Инна Левшина считала, что фильм "фильм «Ваш сын и брат» — интересный и своеобразный, «композиционной целостности оказался лишён, а фрагментарность киноповествования не вела в глубину, замыкала фильм в границах отдельных и разных, хотя по-своему всегда интересных, размышлений о жизни». Она также высказывала мнение, что «Леонид Куравлёв и Всеволод Санаев … своей органической близостью к авторской мысли … очень помогли Шукшину» и «не дали распасться на несоединимые части фильму». Инна Левшина писала: «Степан, герой Шукшина и Куравлёва в фильме „Ваш сын и брат“, несёт в себе эту шукшинскую любовь к избам родной деревни… Степан — это истинно шукшинский образ. Образ человека, живущего страстями, прямодушного, доброго. Голос земли, позвавшей к себе Степана, бродит в нём, будоражит его».
Кинокритик Евгений Громов при анализе фильма осуждал действия Стёпки, считая, что «Степан приносит своим бегством зло», после его вторичного ареста «с горя заболевает мать, а для Веры, ждавшей брата чуть ли не больше матери, этот арест целая трагедия». При этом критик уважает позицию автора фильма: «Шукшин, и здесь он абсолютно прав, отдаёт пальму первенства нравственному закону, голосу совести, которая требовательнее и строже любого трибунала».
Киновед Юрий Тюрин высоко оценивал фильм: «Шукшин в фильме „Ваш сын и брат“ обогнал время. Пластически он был, возможно, не так ярок, как некоторые другие режиссёры. Зато он знал, ради чего снимает ленту, он говорил о важном и говорил по-своему…». Он утверждал, что Шукшин не восхвалял превосходства деревни над городом, а "указывал на «вековые нравственные традиции народа».
Ю. Тюрин также дал оценки актёрской игры. Он отмечал интуицию и «органическое чувство правды» Леонида Куравлёва, «поразительную силу правды» в исполнении Марты Граховой в сцене Степана и Веры в сельсовете. Роль Игната «колоритно, со вкусом» сыграл Алексей Ванин, «полностью использовав свою выигрышную для роли фактуру». «В исполнении Всеволода Санаева, — писал кинокритик, — старый Воеводин получился сочен, народен».
Культуролог Наталья Кириллова указывала, что «этот фильм характерен тем, что в отличие от первого („Живёт такой парень“) в нём заметно ослаблена комическая, а усилена драматическая интонация». Она писала, что «несмотря на неоднозначность характера Степана в фильме „Ваш сын и брат“, … герой Шукшина удивительно обаятелен. <…> Вновь перед нами трагикомизм ситуации и одновременно загадка „русской души“, которую прагматики определяют словом „дурь“».
Исследовательница творчества Шукшина Ирина Шестакова утверждала, что «с кинолентой „Ваш сын и брат“ в российской культуре родился „деревенский“ кинематограф, подобный „деревенской прозе“ в литературе».